# Pedrolira
Pedrolira es un álbum de la banda francesa de indie rock e indie pop Holden, lanzado por el sello Village Vert en 2002.

## Lista de canciones
1. "C'est plus pareil"
2. "Aujourd'hui même"
3. "Une fraction de seconde"
4. "Tunis"
5. "Appelle-moi"
6. "Je te reconnais"
7. "Le belle vie"
8. "Série B"
9. "Margot"
10. "La saison des touristes"
11. "C'est plus pareil (Edit)"